# 9005 Sidorova
9005 Sidorova este un asteroid din centura principală de asteroizi.

## Descriere
9005 Sidorova este un asteroid din centura principală de asteroizi. A fost descoperit pe 20 octombrie 1982 la Observatorul de Astrofizică din Crimeea de Liudmila Karacikina. El prezintă o orbită caracterizată de o semiaxă mare de 2,59 ua, o excentricitate de 0,13 și o înclinație de 4,2° în raport cu ecliptica.